# Sokolenie
Sokolenie [pronunciación en polaco: /sɔkɔˈlɛɲɛ/] es un pueblo ubicado en el distrito administrativo de Gmina Brąszewice, dentro del Distrito de Sieradz, Voivodato de Łódź, en Polonia central. Se encuentra aproximadamente a 4 kilómetros al sur de Brąszewice, a 25 kilómetros al suroeste de Sieradz, y a 78 kilómetros al suroeste de la capital regional Łódź.